# Paul Franz Primavesi
Paul Franz Primavesi, též Pavel František Primavesi (3. prosince 1819 Olomouc – 3. září 1866 Vídeň), byl rakouský velkopodnikatel a politik německé národnosti z Moravy; poslanec Moravského zemského sněmu.

## Biografie
Pocházel z vlivné podnikatelské rodiny Primavesi, původem z Itálie, která se na několik generací usadila v Olomouci. Jeho otec Karl Anton Primavesi byl již ve 40. letech 19. století významným olomouckým podnikatelem a členem dolnorakouského živnostenského spolku. Vedl velkoobchodní firmu Primavesi v Olomouci. V roce 1866 zastával krátce funkci viceprezidenta olomoucké obchodní a živnostenské komory. Byl ředitelem cukrovaru v Bedihošti. Založil i cukrovary ve Velké Bystřici a Hulíně a lihovar a továrnu na potaš v Hodolanech. Jeho synem byl podnikatel a zemský poslanec Robert Primavesi (1854–1926).
V 60. letech se zapojil i do vysoké politiky. V zemských volbách v roce 1861 byl zvolen na Moravský zemský sněm, za kurii obchodních a živnostenských komor, obvod Olomouc.
Zemřel v září 1866 ve Vídni na ústrojnou vadu srdce ve věku 46 let.